# آب‌نبات قیچی
آب‌نبات قیچی یکی از سوغات‌های شهر همدان و نیز شهر بجنورد در استان خراسان شمالی است. در تهیه این آبنبات از شکر، زعفران، روغن و آب استفاده می‌شود.